# Direktflyg
Direktflyg, cuyo nombre oficial es Svenska Direktflyg AB, es una aerolínea regional con sede en Borlänge, Suecia. La compañía aérea tiene tipo de aviones BAE Jetstream 32 en su flota. Con su base principal en el aeropuerto de Borlänge (Dala) ofrece vuelos a trece destinos de Suecia y Noruega.